# Marcel Pilet-Golaz
Marcel Pilet-Golaz (ur. 31 grudnia 1889, zm. 11 kwietnia 1958 w Paryżu) – szwajcarski polityk, członek Rady Związkowej od 13 grudnia 1928 do 7 listopada 1944.

## Życiorys
Kierował następującymi departamentami:
- Departament Spraw Wewnętrznych (1929)
- Departament Poczt i Kolei (1930–1939, 1940)
- Departament Polityczny (1940, 1941–1944)[2].

Był członkiem Radykalno-Demokratycznej Partii Szwajcarii.
Pełnił także funkcje wiceprezydenta (1933, 1939) i prezydenta (1934, 1940) Konfederacji. Był rzecznikiem prowadzenia ugodowej polityki względem III Rzeszy, skłaniając się ku odejściu od neutralności.